# Filipinos in Deutschland

Regionale Verteilung der filipinischen Staatsbürger 2022

Die Auslands-Filipinos in Deutschland kommen aus verschiedenen Gesellschaftsschichten. Viele Wanderarbeitnehmer sind im medizinischen Bereich beschäftigt oder arbeiten als Seeleute auf in Deutschland registrierten Schiffen. Nach Angaben der Deutschen Botschaft in Manila, die sich auf Daten des  Statistischen Bundesamtes bezieht, lebten Ende 2009 ca. 19.000 philippinische Staatsangehörige in Deutschland.
Der relativ hohe Frauenanteil von ca. 82 % ergibt sich aus einer Vielzahl von Ehen zwischen Filipinas und deutschen Männern, die sich z. T. auch über internationale Ehevermittlungsagenturen kennengelernt haben. Jährlich werden ca. 750 Filipinos, zumeist Frauen, in Deutschland eingebürgert. Durch die Durchmischung mit der deutschen Bevölkerung sind Filipinos überwiegend gut in Deutschland integriert. Dieses wird durch die in beiden Ländern vorherrschende Religion (ca. 90 % aller Filipinos sind Christen, ca. 80 % römisch-katholisch) begünstigt.
Zudem sprechen die meisten Filipinos die beiden philippinischen Amtssprachen Filipino, das vorwiegend auf Tagalog beruht, und Englisch, meist auch noch eine der vielen lokalen Sprachen auf den Philippinen oder philippinisches Spanisch. Deutsch lernen sie entweder bereits auf den Philippinen, z. B. beim Goethe-Institut in Manila oder in Deutschland.
Eine Studie aus dem Jahr 2007 von Wissenschaftlern des philippinischen Migration Research Network vermutete eine große Zahl (bis 40.000) illegal in Deutschland lebender Filipinos.

## Geschichte
Die Geschichte der Filipinos in Deutschland geht bis ins 19. Jahrhundert zurück; Nationalheld José Rizal hatte in Deutschland gelebt und einige Zeit seinen berühmten Roman Noli me tangere fertig geschrieben, während er dort lebte, und veröffentlichte ihn mit der Hilfe von Professor Ferdinand Blumentritt; das Haus in Berlin, wo Rizal lebte, enthält eine Gedenktafel und es werden Anstrengungen unternommen, das Gebäude von seinem Besitzer zu erwerben.
Massenwanderung von den Philippinen nach Deutschland begann in den späten 1960er Jahren, es kam mit einer großen Zahl von Filipina-Krankenschwestern zur Aufnahme einer Beschäftigung in deutschen Krankenhäusern; jedoch kam mit dem Beginn der Ölkrise von 1973 die deutsche Anwerbung von Gastarbeitern weitgehend zum Stillstand. Einwanderung durch Heirat begann in den 1980er Jahren mit rund 1.000 Frauen pro Jahr bei den Bitten der philippinischen Botschaft für ein „Zertifikat der legalen Ehefähigkeit“ bis 1990.

## Heutige Gemeinschaft
Filipino-Bürger in Deutschland haben mehr als hundert Organisationen für ihre Bürger gegründet. Filipino Karaoke-Wettbewerbe sind eine besonders beliebte Form der Geselligkeit. Kirchenbasierte ehrenamtliche Arbeit ist ebenfalls weit verbreitet und war besonders erfolgreich bei der Förderung gesellschaftlichen Engagements von Migrantinnen mit dem Ziel der Unterstützung der lokalen philippinischen Gemeinde sowie mit Spenden für wohltätige Projekte in den Philippinen. Filipinos sind gut integriert in die deutsche Gesellschaft und von ihren Nachbarn als fleißig, geschickt und friedlich angesehen. Laut einer Studie von 1997 durch die niederländische Universiteit van Tilburg haben 75 Prozent keine Probleme mit kultureller oder sprachlicher Anpassung.

## Persönlichkeiten philippinischer Herkunft
- Stephanie Brungs (* 1989), Fernsehmoderatorin
- Carlo Clemens (* 1989), Politiker (AfD), Landtagsabgeordneter in Nordrhein-Westfalen
- Gerrit Holtmann (* 1995), Fußballspieler
- Stephan Schröck (* 1986), Fußballspieler